# 오우택
오우택(1955년~) 교수는 서울대학교 약학대학 교수로 한국과학기술한림원 정회원, 한국파스퇴르 연구소 이사장과 한국 WCU협의회 회장 등을 겸임하며 약학분야에서 활발하게 활동하고 있다.
주요 연구분야는 통증발생의 분자기전/ 통증관련 이온채널/ 새로운 이온채널 유전자 클로닝이다.

## 주요업적
- 1988년 - 2016년 서울대학교 약학대학 교수
- 2004년 - 현재 한국과학기술한림원 정회원
- 2007년 - 현재 Federation of Asian Oceanian Biochemistry & Molecular Biology,Treasurer
- 2008년 - 현재 WCU 분자의학 및 바이오제약 학과 (제1유형), 사업단장
- 2011년 - 현재 한국WCU협의회 회장
- 2013년 - 현재 한국파스퇴르연구소 이사장
- 2017년 - 현재 한국과학기술연구원 (KIST) 뇌과학연구소 소장[1]

## 수상
- 1997. 5. 2 제7회 과학기술우수논문상(한국과학기술단체총연합회)
- 2005. 2. 18 남양알로에 생명약학 학술상 (생명약학연구회)
- 2005. 4. 14 특허기술상 세종대왕상(특허청)
- 2006. 9. 1 대한민국학술원상(대한학술원)
- 2008. 11. 15 송음 이선규 의약학상 ((주)동성제약)
- 2009. 3. 15 이달의 과학자상(한국과학재단)
- 2009. 12. 4 2009 국가연구개발 우수성과(한국연구재단)
- 2010. 3. 17 한국과학상 (한국연구재단 (대통령))
- 2010. 07. 06 대한민국최고과학기술인상(한국과학기술총연합회(대통령))
- 2013. 05. 14 DI학술상(한국생화학분자생물학회)
- 2019 호암상